# Pindusji
Pindusji (ryska: Пиндуши, finska: Pinduinen) är en stad i Karelska republiken i Ryssland. Den hade 4 476 invånare år 2015.